# Mérion couronné
Malurus coronatus
Espèce
Statut de conservation UICN

 LC  : Préoccupation mineure
Le Mérion couronné (Malurus coronatus) est une espèce de passereaux endémique d'Australie de la famille des Maluridae.

## Description
En période de reproduction, le mâle a une couronne violette sur la tête avec un trait noir au centre et un pourtour noir. Les ailes et le dos sont sables. Le ventre est blanc. La queue, dressée comme chez tous les mérions est bleue.
La femelle est beige souris avec un ventre plus clair. Le pourtour de l'œil est rouge.

## Comportement
Il vit en groupe de deux à six individus.

## Alimentation
C'est un insectivore.

## Reproduction
Il se reproduit pratiquement toute l'année mais surtout d'août à janvier. La femelle pond trois œufs dans un pandanus ou un bouquet de cannes.

## Répartition et sous espèces
Il est endémique au nord de l'Australie.
D'après la classification de référence (version 5.2, 2015) du Congrès ornithologique international, cette espèce est constituée des deux sous-espèces suivantes  :
- Malurus coronatus coronatus : du Kimberley à la Victoria River
- Malurus coronatus macgillivrayi : régions côtières de l'est du Territoire du Nord et de l'extrême nord-ouest du Queensland